# Occhio allo specchio!
Occhio allo specchio! è stato un programma televisivo d'intrattenimento, andato in onda a partire dal 27 marzo 1992 per tre edizioni su Canale 5.

## Il programma

### Storia e cast
Era un varietà di breve durata, che andava in onda solo nella seconda parte della prima serata dell'ammiraglia Mediaset (che ancora si chiamava Fininvest), ovvero il venerdì, a partire dalle 21:45 circa dopo Paperissima e successivamente dopo la serie Papà prende moglie.
Ed era condotto da Paolo Bonolis con la presenza fissa del comico Carlo Pistarino, che inscenava in studio alcune gag tra cui una imitazione di Bart Simpson, noto personaggio dei cartoni animati creato da Matt Groening. Nella seconda ed ultima edizione (datata 1993–1994), Bonolis era affiancato dalla showgirl ed allora sua fidanzata Laura Freddi. Nel programma erano previste anche brevi coreografie ad opera di Marco Garofalo; la produzione era curata da Luca Tiraboschi, mentre il regista era Lorenzo Lorenzini.
In media, la trasmissione registrava ascolti superiori ai 4 milioni di spettatori.

### Strutturazione
Nel programma avevano come protagoniste le candid camera, cioè brevi filmati realizzati all'insaputa dei protagonisti che si trovavano in situazioni inconsuete e ridicole, fenomeno che ha trovato la sua principale espansione negli anni ottanta con origine negli Stati Uniti. Inoltre, Paolo Bonolis introduceva una serie di candid camera realizzate in Italia.